# Sun Yee On
Sun Yee On (Cinese tradizionale: 新義安; Cantonese Yale: sàn yih òvjn) è una delle triadi più potenti ad Hong Kong e in Cina, con il più grande numero di membri: 55.000. Sembra sia attiva in Gran Bretagna, Belgio, Francia e Paesi Bassi.

## Storia
Sun Yee On fu fondata da Heung Chin, maggiore del Koumintang originario di Chaozhou, nel 1919. Deportato a Taiwan nei primi anni '50, Chin continuò a gestire l'organizzazione da là. Gli successe al vertice dell'organizzazione il figlio Heung Wah-yim. L'altro figlio Charles Heung è diventato un noto attore e produttore cinematografico di Hong Kong ed un rapporto stilato nel 1992 dal Senato degli Stati Uniti sul crimine organizzato asiatico lo ha indicato come uno dei capi del Sun Yee On con interessi nel traffico di eroina e nel settore del gioco d'azzardo.

## Curiosità
La Sun Yee On viene citata nel videogioco Sleeping Dogs. Nel gioco il nome dell'organizzazione è cambiato in Sun On Yee.